# Creatonotos gangis
Creatonotos gangis é uma espécie de mariposa arctiine no sudeste da Ásia e na Austrália. Foi descrita por Carlos Lineu em seu Centuria Insectorum de 1763.

## Descrição e ciclo de vida

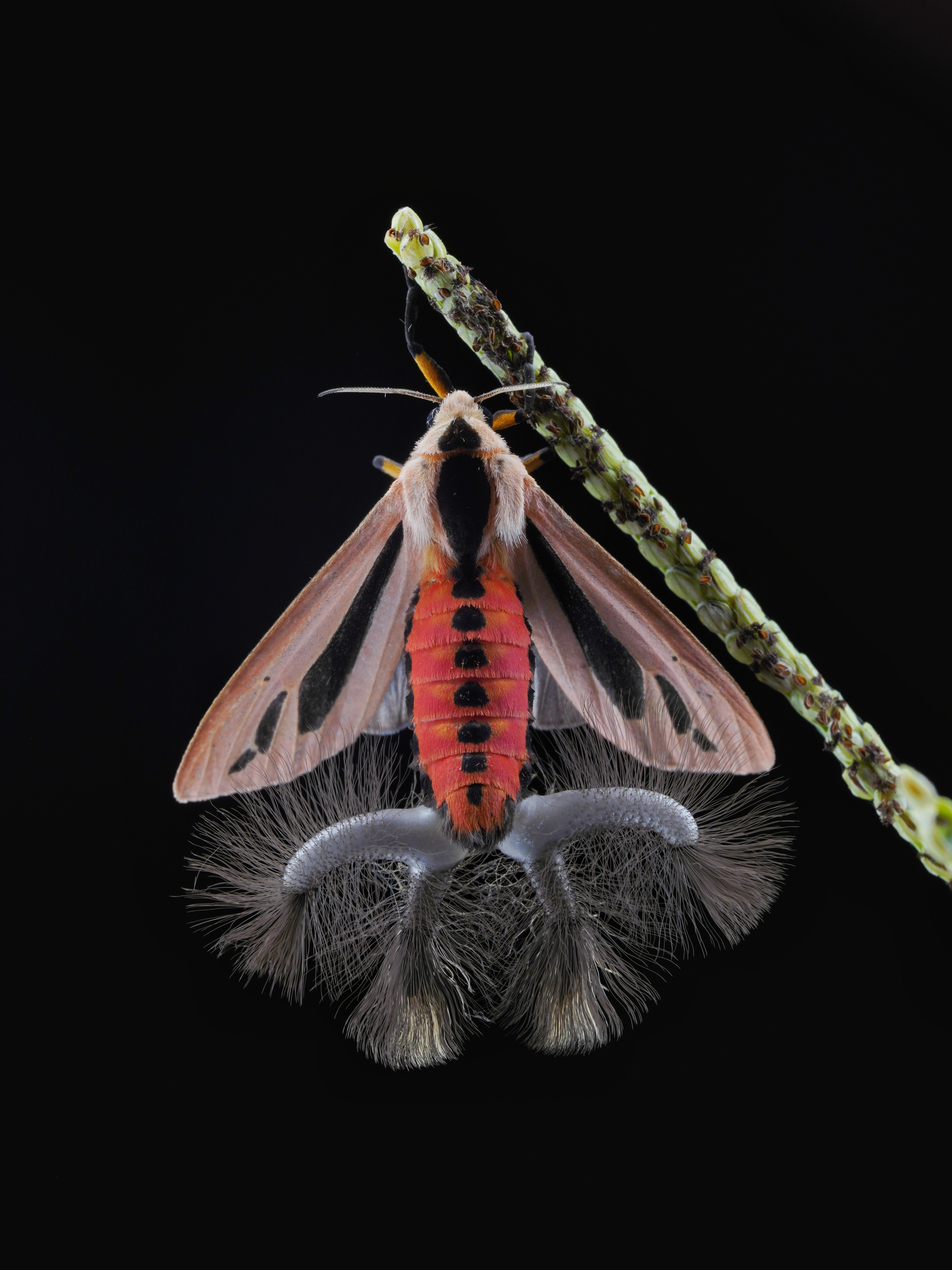
Uma mariposa creatonotos gangis macho adulto com sua coremata inflada. Este macho tem coremata relativamente curto.

Os adultos têm as suas asas posteriores brancas e asas anteriores marrons, cada uma com uma faixa escura e uma envergadura de 4 cm. O abdômen é vermelho ou, mais raramente, amarelo. Os machos têm quatro grandes coremata (órgãos produtores de feromônios) eversíveis, que podem exceder o comprimento do abdômen quando inflados.
Os ovos são amarelos e redondos e são colocados em fileiras nas folhas das plantas alimentícias. As lagartas são animais peludos castanhos com uma faixa amarela no dorso, de dieta polífaga, conhecida como praga menor que se alimenta de amendoim, arroz, ragi, sorgo, Pennisetum americanum, café, batata-doce e alface.
Em The Fauna of British India including Ceylon and Burma: Moths Volume I, a espécie é descrita da seguinte forma:

Antenas minuciosamente ciliadas em ambos os sexos. Cabeça, tórax e asa anterior acastanhada pálida e rosada. Palpos e pernas pretos esfumaçados, os fêmures amarelos; uma larga faixa dorsal no tórax; abdômen superior carmesim, com séries dorsais e laterais de manchas pretas. Asa anterior com uma ampla faixa preta abaixo do nervura mediana; duas manchas pretas no final da célula, e uma ampla faixa além do ângulo inferior. Asa posterior pálida ou escura fosca; alguns espécimes com uma série submarginal de manchas pretas. A variedade continuatus tem estrias pretas adicionais na asa anterior abaixo da costa, na célula, acima da margem interna e nos interespaços marginais, mas todos os integrados ocorrem. Larva preta, coremata esparsa com pelos longos; cabeça marcada com branco; uma linha dorsal amarela com uma série de manchas alaranjadas; pernas pálidas.— The Fauna of British India, Including Ceylon and Burma: Moths Volume I

## Distribuição
O Creatonotos gangis vive no Sudeste Asiático e em partes da Austrália. Sua distribuição asiática inclui o leste da Indonésia, Índia, Irã, Sri Lanka, China, Japão, Tailândia e Nova Guiné. Na Austrália, é restrito às partes do norte da Austrália Ocidental, Território do Norte e Queensland, estendendo-se até o sul de Mackay.

## Ecologia
Os machos adultos secretam o feromônio hidroxidanaidal para atrair parceiras. No entanto, a quantidade produzida e o tamanho dos coremata que a produzem dependem da dieta que a mariposa experimentou como lagarta. Se a dieta durante a fase larval continha alcalóides pirrolizidínicos, então os coremata se tornam grandes e o macho libera até 400 microgramas (0,4 miligramas) de hidroxidanaidal. Se não, então os coremata não crescem e nenhum cheiro é produzido.
As larvas de C. gangis podem causar grandes danos à folhagem das romãzeiras.

## Leitura complementar
- Michael Boppré & Dietrich Schneider (1989). «The biology of Creatonotos (Lepidoptera: Arctiidae) with special reference to the androconial system». Zoological Journal of the Linnean Society. 96 (4): 339–356. doi:10.1111/j.1096-3642.1989.tb02518.x